# Lijst van Belgische adelsverheffingen 1926
Personen die in 1926 in de Belgische adel werden opgenomen of een adellijke titel verkregen.

## Jonkheer
- Louis Breuls de Tiecken (1891-1951), erfelijke adel
- Adhémar Breuls de Tiecken (1896-1969), erfelijke adel
- Adrien Breuls de Tiecken (1902-1975), erfelijke adel
- Marie-Antoine-Edmond Dresse de Lébioles (1870-1940), erfelijke adel
- Guillaume de Radiguès de Chennevière (1857-1927), inlijving, erfelijke adel.